# Dagmara Ajnenkiel
Dagmara Ajnenkiel, po mężu Wróblewska (ur. 5 lipca 1977) – polska pływaczka, reprezentantka, mistrzyni i rekordzistka Polski. Specjalistka stylu klasycznego. Była zawodniczką MKS Trójka Łódź i od 1998 AZS AWF Gdańsk.
W 1992 została mistrzynią Europy juniorek w wyścigu na 100 m klas. z wynikiem 1.12.84 i wicemistrzynią na 200 m. klas. z wynikiem 2.36.45. Jej największym sukcesem w karierze był brązowy medal Uniwersjady w 1997 w wyścigu na 100 m stylem klasycznym z wynikiem 1.10.70.
Dwukrotnie płynęła w finale mistrzostw Europy na 100 m klas. - w 1995 była szósta z wynikiem 1.11.51 (w eliminacjach 1.11.26), a w 1997 - piąta z wynikiem 1.09.79 (w eliminacjach 1.09.79 (RP). Na mistrzostwach świata w 1998 zajęła 9. miejsce w wyścigu na 100 m klas., wygrywając finał B wynikiem 1.10.20. w wyścigu na 200 m klas. była 16 (8 w finale B z wynikiem 2.33.75).
W konkurencjach indywidualnych zdobyła łącznie 8 tytułów mistrzyni Polski: na 50 stylem klasycznym (1994, 1995, 1996, 1997, 1998), 100 m stylem klasycznym (1994, 1997) i 200 m stylem klasycznym (1994), a w wyścigach sztafetowych 9 tytułów mistrzyni Polski (4 x 100 m stylem zmiennym - 1991, 1992, 1993, 1994, 1995, 1996, 2000; 4 x 100 m stylem dowolnym - 1994, 1995). Ponadto zdobyła 12 srebrnych medali mistrzostw Polski: na 50 m st. klas. (1993, 2000), 100 m st. klas. (1993, 1995, 1998), 200 m styl. klas. (1993, 1995, 1996, 1997), 4 x 100 m st. dow. (1993), 4 x 100 m st. zm. (1997, 1998), a także brązowy medal mistrzostw Polski na 100 m st. klas. w 1996.
22 sierpnia 1997 pobiła rekord Polski na 100 m klas. wynikiem 1.09.79
Rekordy życiowe na basenie 50-metrowym:
- 50 m klas. 32.96 (13.08.1997)
- 100 m klas. 1.09.79 (22.08.1997)
- 200 m klas. 2.31.91 (15.01.1998)